# 李衡 (紹興進士)
李衡（？—？），字彦平，江都人，南宋官員。

## 生平
绍兴年間避禍昆山，“志气卓荦不群，学问通性理”，王葆將妹妹嫁給他。绍兴十五年（1145年），进士及第，官至枢密院检详诸房文字，後以忠諫去職。龚昱輯其文為《乐庵语录》。有子李應祥。女兒嫁陳遵。